# Жидких, Нина Васильевна
Нина Васильевна Жидких (Яконова) (1928 — ?) — свинарка племенного завода «Венцы-Заря» Кавказского района Краснодарского края. Герой Социалистического Труда (22.03.1966).

## Биография
Родилась в 1928 году в хуторе Свобода сельсовета Безводный Армавирского округа Северо-Кавказского края, ныне входит в Курганинское городское поселение Краснодарского края, в семье крестьянина. Русская. 
Несовершеннолетняя Нина после окончания Великой Отечественной войны поступила работать свинаркой в свинсовхоз «Венцы-Заря»,  в котором с 1947 года велась активная работа по совершенствованию племенного стада свиней крупной белой породы.
Знаменитый племзавод «Венцы-Заря» с 1950-х годов стабильно занимал одно из первых мест в стране среди племзаводов в СССР, а в 1955 году был переведён в высшую категорию государственных заводов страны. 
Первое время работала под наблюдением опытной свинарки А. Ф. Гливиной и зоотехника фермы М. М. Малыхиной. Из года в год в её группе свиней росли показатели по весу при отъёме молодняка, и на период 7-й семилетки (1959–1965) он составлял 23 килограмма при более 12 поросятах от каждой свиноматки за опорос.
Указом Президиума Верховного Совета СССР от 22 марта 1966 года за достигнутые успехи в развитии животноводства, увеличении производства и заготовок мяса, молока, яиц, шерсти и другой продукции Яконовой Нине Васильевне присвоено звание Героя Социалистического Труда с вручением ордена Ленина и золотой медали «Серп и Молот».
С 1983 года Н. В. Жидких (в замужестве) – персональный пенсионер союзного значения. Проживала в посёлке Венцы Гулькевичского района Краснодарского края. Дата её кончины не установлена.

## Награды
- Медаль «Серп и Молот» (22.03.1966);
- Орден Ленина (22.03.1966.
- Медаль «В ознаменование 100-летия со дня рождения Владимира Ильича Ленина» (6 апреля 1970)
- Медаль «Ветеран труда»
- медалями ВСХВ и ВДНХ
- и другими
- Отмечена грамотами и дипломами.

## Память

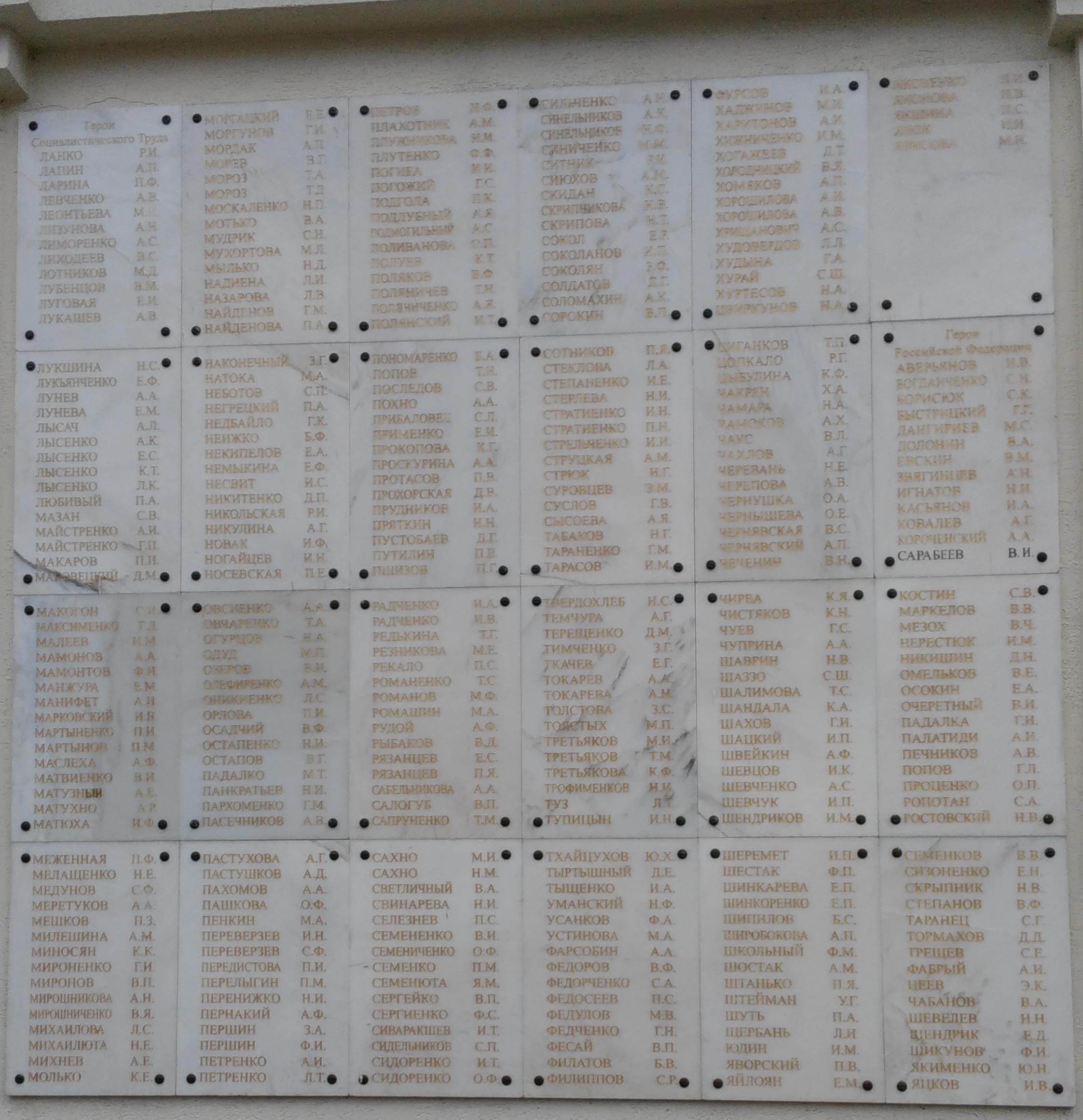
Мемориальная доска с именами Героев Социалистического Труда Кубани и Адыгеи. Краснодар 2017

- На могиле установлен надгробный памятник.
- Имя Героя золотыми буквами вписано на мемориальной доске в Краснодаре.
- Трудовые достижения героя сельского поселения Венцы-Заря Жидких (Яконовой) Нины Васильевны, увековеченны на Аллее Героев[4].